# Дилан, Джейкоб
Джейкоб Дилан (англ. Jakob Dylan; род. 9 декабря 1969) — американский автор-исполнитель, лидер группы The Wallflowers, а также сольный музыкант. Сын Боба Дилана и Сары Дилан.

## The Wallflowers
Дилан основал The Wallflowers в 1989 году, три года спустя группа подписала контракт с лейблом Virgin Records и выпустила дебютный одноимённый (The Wallflowers) альбом. Запись особого успеха не имела и коллектив был вынужден покинуть Virgin Records. С помощью менеджера Эндрю Слейтера был заключён новый контракт, с Interscope Records. В 1996 году вышел альбом Bringing Down the Horse, записанный с продюсером Ти-Боун Барнеттом. Его сопровождали такие успешные синглы как «6th Avenue Heartache» и «One Headlight», принесшие группе две премии «Грэмми». Как вспоминал впоследствии Барнетт, успех Bringing Down the Horse не имел ничего общего с фамилией Дилан: «Я не думаю, что Джейкоб продал бы хоть одну запись, потому что он сын Боба. Я думаю, он продаст много записей, потому что „One Headlight“ очень хорошая песня.»
В 2000 году вышел третий альбом (Breach), спродюсированный Майклом Пенном — старшим братом Шона и Криса Пенна, а в 2002 году — четвёртый альбом Red Letter Days, включающий хиты «Closer to You» и «How Good Can It Get». Коллектив посетил несколько известных ночных музыкальных передач, таких как «Late Show with David Letterman», «Last Call with Carson Daly» и «The Late Late Show with Craig Ferguson». В 2005 году вышел последний альбом группы на Interscope Records — Rebel, Sweetheart, сопровождающийся эксклюзивной версией для пользователей iTunes. The Wallflowers давали отдельные концерты вплоть до 2008 года, после чего в творчестве группы наступило затишье. В интервью журналу Rolling Stone в ноябре 2011 года Джейкоб Дилан рассказал о начале работы на новым альбомом The Wallflowers Glad All Over, который был выпущен 9 октября 2012 года лейблом Columbia Records.

## Сольное творчество
В 2007 году, во время перерыва в работе The Wallflowers, Дилан приступил к записи своего первого сольного альбома Seeing Things. Он был спродюсирован Риком Рубином, а записан в Hollywood Hills в Калифорнии. Seeing Things, звучащий в основном в акустическом духе, вышел на следующий год. В его поддержку музыкант посетил эфиры «Late Night with Conan O’Brien», «The Tonight Show with Jay Leno» и «Later… with Jools Holland».
В 2010 году вышел второй альбом Джейкоба Women + Country, спродюсированный Ти-Боун Барнеттом. В качестве бэк-вокалистов в его записи приняли участие Неко Кейс и Келли Хоган. Дилан поддержал альбом рядом концертов и выступлений на музыкальных фестивалях. Исполнитель также записал несколько песен для телесериалов производства ABC, CBS и HBO. В 2007 году он записал дуэт с Дхани Харрисоном специально для трибьют-альбома Джону Леннону Instant Karma: The Amnesty International Campaign to Save Darfur. За свою карьеру Джейкоб появился вместе с отцом только один раз — на корпоративном концерте компании «Applied Materials», но даже тогда они не играли вместе.

## Личная жизнь
Джейкоб Дилан — младший из четырёх детей Боба Дилана и Сары Дилан. Его старший брат Джесси Дилан — кинорежиссёр и клипмейкер. В 1992 году Джейкоб женился на возлюбленной своего детства — актрисе Николь Пейдж Дэнни (после замужества — Пейдж Дилан). В настоящий момент супруги живут в Лос-Анджелесе, у них четверо сыновей.

## Дискография
The Wallflowers
- The Wallflowers (1992)
- Bringing Down the Horse (1996)
- (Breach) (2000)
- Red Letter Days (2002)
- Rebel, Sweetheart (2005)
- Glad All Over (2012)

Сольные альбомы
- Seeing Things (2008)
- Women + Country (2010)